# Segunda División de fútbol sala 2023-24
La temporada 2023-24 de Segunda División de fútbol sala es la 35.ª edición de la Segunda División del Fútbol Sala de España. Es organizada por el Comité Profesionalizado de Fútbol Sala de la RFEF y sigue un formato de competición con una primera fase en formato de liga ida y vuelta, y una segunda fase en formato de play-off de ascenso.

## Equipos participantes
| Club                                           | Nombre                | Ciudad          | Año de fundación | Pabellón                                      | Capacidad |
| ---------------------------------------------- | --------------------- | --------------- | ---------------- | --------------------------------------------- | --------- |
| Fútbol Club Barcelona B                        | Barça Atlètic         | Sant Joan Despí | 1989             | Ciudad Deportiva Joan Gamper                  | 1000      |
| Club de Fútbol Sala Bisontes Castellón         | Bisontes Castellón FS | Castellón       | 1983             | Pabellón Ciutat de Castelló                   | 6000      |
| Colo Colo Zaragoza                             | Full Energía Zaragoza | Zaragoza        | 1971             | CDM La Granja                                 | 1000      |
| Burela FS                                      | Burela FS             | Burela          | 2001             | Pabellón Polideportivo Municipal Vista Alegre | 1400      |
| Club Deportivo Atlético Mengíbar               | Atlético Mengíbar FS  | Mengíbar        | 2008             | Sebastián Moya Lorca                          | 750       |
| Club Deportivo Universidad de Málaga Antequera | CD UMA Antequera      | Antequera       | 1985             | Pabellón Fernando Argüelles                   | 2250      |
| Agrupación Deportiva Sala 10                   | WANAPIX AD Sala 10    | Zaragoza        | 1987             | CDM Siglo XXI                                 | 2900      |
| Levante UD FS                                  | Levante UD FS         | Valencia        | 2005             | Pabellón Municipal de Paterna                 | 1600      |
| O Parrulo Ferrol Fútbol Sala                   | O Parrulo Ferrol      | Ferrol          | 1988             | Pabellón Municipal A Malata                   | 4200      |
| Club Deportivo Leganés Fútbol Sala             | CD Leganés FS         | Leganés         | 2004             | Pabellón Deportivo Europa                     | 4254      |
| Unión África Ceutí                             | Unión África Ceutí    | Ceuta           | 1931             | Pabellón Guillermo Molina Ríos                | 1000      |
| CD Melistar FS                                 | CD Melistar FS        | Melilla         | 2015             | Pabellon Javier Imbroda Ortiz                 | 2900      |
| Club Sala 5 Martorell                          | Sala 5 Martorell      | Martorell       | 2010             | Pabellón Deportivo Municipal                  | 2000      |
| Club Deportivo El Ejido                        | CD El Ejido Futsal    | El Ejido        | 1989             | Pab. Mun. de Dep. de El Ejido                 | 2000      |
| Real Betis Futsal B                            | Real Betis Futsal B   | Sevilla         | 1987             | Centro Deportivo Amate                        | 1750      |
| UD Ibiza Gasifred                              | UD Ibiza Gasifred     | Ibiza           | 1988             | Pabellón Polideportivo Sa Blanca Dona         | 500       |

## Liga regular

### Clasificación
|                                                                | Equipo                | Puntos | J | G | E | P | GF | GC | DG |
| -------------------------------------------------------------- | --------------------- | ------ | - | - | - | - | -- | -- | -- |
| 1                                                              | CD El Ejido Futsal    | 4      | 2 | 1 | 1 | 0 | 7  | 6  | 1  |
| 2                                                              | UD Ibiza Gasifred     | 3      | 1 | 1 | 0 | 0 | 7  | 1  | 6  |
| 3                                                              | Unión África Ceutí    | 3      | 1 | 1 | 0 | 0 | 8  | 3  | 5  |
| 4                                                              | WANAPIX AD Sala 10    | 3      | 1 | 1 | 0 | 0 | 7  | 2  | 5  |
| 5                                                              | Barça Atlètic         | 3      | 1 | 1 | 0 | 0 | 6  | 1  | 5  |
| 6                                                              | CD UMA Antequera      | 3      | 1 | 1 | 0 | 0 | 5  | 1  | 4  |
| 7                                                              | Full Energía Zaragoza | 3      | 1 | 1 | 0 | 0 | 6  | 4  | 2  |
| 8                                                              | Real Betis Futsal B   | 3      | 2 | 1 | 0 | 1 | 2  | 7  | -5 |
| 9                                                              | Levante UD FS         | 1      | 1 | 0 | 1 | 0 | 0  | 0  | 0  |
| 10                                                             | Sala 5 Martorell      | 1      | 1 | 0 | 1 | 0 | 0  | 0  | 0  |
| 11                                                             | CD Leganés            | 1      | 2 | 0 | 1 | 1 | 3  | 8  | -5 |
| 12                                                             | CD Melistar FS        | 0      | 1 | 0 | 0 | 1 | 4  | 5  | -1 |
| 13                                                             | Burela FS             | 0      | 2 | 0 | 0 | 2 | 4  | 7  | -3 |
| 14                                                             | Atlético Mengíbar FS  | 0      | 1 | 0 | 0 | 1 | 1  | 5  | -4 |
| 15                                                             | Bisontes Castellón FS | 0      | 1 | 0 | 0 | 1 | 3  | 8  | -5 |
| 16                                                             | O Parrulo Ferrol      | 0      | 1 | 0 | 0 | 1 | 2  | 7  | -5 |
| Fuente: Liga Nacional de Fútbol Sala; actualización automática |                       |        |   |   |   |   |    |    |    |

## Playoff de ascenso a Primera División
El ganador de los playoffs asciende a primera división.
Ambas eliminatorias se jugarán con el siguiente formato:
Se contabilizará la diferencia de goles entre ambos partidos. Si al finalizar el tiempo reglamentario de ambos partidos el resultado de la diferencia de los goles fuese de empate, se disputará una prórroga de dos (2) tiempos de tres (3) minutos En caso de persistir el empate, el resultado favorecerá al equipo que mejor clasificado haya quedado en liga regular.